# Pinanga minuta
Pinanga minuta är en enhjärtbladig växtart som beskrevs av Caetano Xavier Furtado. Pinanga minuta ingår i släktet Pinanga och familjen Arecaceae. Inga underarter finns listade i Catalogue of Life.